# Frente Unido del Pueblo de Sabah
ElFrente Unido del Pueblo de Sabah (en malayo: Parti Bersatu Rakyat Jelata Sabah) conocido comúnmente por su abreviación BERJAYA, fue un partido político estatal de Malasia funcional en el estado de Sabah. Fundado por Fuad Stephens el 15 de junio de 1975 para disputar las elecciones estatales de 1976, en donde ganó por amplio margen, resultando Stephens elegido Ministro Principal. Tras la sorpresiva muerte de Stephens en un accidente aéreo unos meses después, Harris Salleh asumió el liderazgo del partido y del estado, uniéndose a la coalición oficialista a nivel federal, el Barisan Nasional (Frente Nacional) y desplazando a la Organización Nacional Unida de Sabah (USNO) como partido dominante del estado.
Salleh fue reelegido aplastantemente en 1981, logrando mayoría de dos tercios de la legislatura estatal. Sin embargo, durante este período comenzaron a generarse fricciones en el partido, separándose una nueva formación, el Partido Unido de Sabah, liderado por Joseph Pairin Kitingan, y obteniendo una estrecha victoria en 1985, desbancando a BERJAYA del poder. El partido sufrió un desangramiento después de esto, y finalmente en 1991 se fusionó con la USNO para fundar la seccional de la Organización Nacional de los Malayos Unidos (UMNO) en Sabah.